# Ramon Miller
Ramon Miller (Nassau, 17 de fevereiro de 1987) é um velocista e campeão olímpico bahamense.
Estreou em grande torneios globais correndo pelas Bahamas nas eliminatórias do revezamento 4x400 m nos Jogos Olímpicos de Pequim, em 2008. Conquistou uma medalha de bronze nos 400 metros dos Jogos Pan-Americanos de 2011, em Guadalajara, México. Em Londres 2012, tornou-se campeão olímpico no 4x400 m, junto com Chris Brown, Michael Mathieu e Demetrius Pinder.